# The Very Big Cave Adventure
The Very Big Cave Adventure (ook wel Unexpurgated Caves) is een computerspel dat werd ontwikkeld door St. Bride's School en werd uitgegeven door CRL Group. Het spel kwam in 1986 uit voor de Amstrad CPC, Commodore 64, ZX Spectrum. Het spel is een adventure en wordt bestuurd met simpele commando's via het toetsenbord. De richtingen Noord, Zuid, Oost en West kunnen afgekort worden tot: N, S, E, W.

## Platforms
- Amstrad CPC (1986)
- Commodore 64 (1986)
- ZX Spectrum (1986)

## Ontvangst
| Beoordeeld door | Platform     | Datum          | Score |
| --------------- | ------------ | -------------- | ----- |
| Crash!          | ZX Spectrum  | september 1986 | 82%   |
| Your Sinclair   | ZX Spectrum  | september 1986 | 80%   |
| Tilt            | Commodore 64 | juli 1986      | 67%   |
| Sinclair User   | ZX Spectrum  | augustus 1986  | 60%   |